# خوبنزا
خوبنزا (به لهستانی:  Chobędza) یک روستا در لهستان است که در گمینا گووچا واقع شده‌است. خوبنزا ۲۲۲ نفر جمعیت دارد.